# Júlio César Godinho Catole
Júlio César Godinho Catole (5 de agosto de 1986), más conocido como Julinho, es un futbolista brasileño que se desempeña como centrocampista. Actualmente se encuentra sin equipo. 
Jugó para clubes como el Avaí, Vasco da Gama, Sport Recife, Altamira, Guarani y Hokkaido Consadole Sapporo.

## Trayectoria

### Clubes
| Club                       | País   | Año         |
| -------------------------- | ------ | ----------- |
| Hermann Aichinger          | Brasil | 2006 - 2010 |
| Metropolitano              | Brasil | 2010        |
| Avaí                       | Brasil | 2010 - 2014 |
| Vasco da Gama              | Brasil | 2011        |
| Sport Recife               | Brasil | 2012        |
| Altamira                   | México | 2013        |
| Guarani                    | Brasil | 2014        |
| Santa Cruz                 | Brasil | 2014        |
| Operário                   | Brasil | 2015 - 2016 |
| Hokkaido Consadole Sapporo | Japón  | 2016 -      |